# Casargo
Casargo (lombardul: Casargh) település Olaszországban, Lombardia régióban, Lecco megyében. Lakosainak száma 826 fő (2023. január 1.). Casargo Crandola Valsassina, Margno, Pagnona, Premana, Primaluna, Taceno, Valvarrone és Bellano községekkel határos.

## Népesség
A település népességének változása:
| Lakosok száma | 825  | 844  | 826  |
|               | 2017 | 2018 | 2023 |